# Cioara, Hîncești
Cioara este un sat din raionul Hîncești, Republica Moldova.

## Geografie
Satul Cioara este situat la altitudinea de 49 m față de nivelul mării. Distanța directă până la orașul Hîncești este de 42 km, iar până la Chișinău de 76 km. Satul este amplasat în lunca Prutului, mărginit de satele Pogănești și Dancu. Suprafața totală este de 3.076,22 ha. Suprafața teritoriului administrat de primărie constituie 84,75 ha.

## Demografie
Conform recensământului din 2014, populația localității constituie 2.148 de locuitori în 646 de gospodării.

### Structura etnică
Structura etnică a satului Mirești conform recensământului populației din 2004:
| Grup etnic                                               | Populație | % Procentaj  |
| -------------------------------------------------------- | --------- | ------------ |
| Băștinași declarați Moldoveni Băștinași declarați Români | 2324 14   | 98,39% 0,59% |
| Ruși                                                     | 15        | 0,64%        |
| Ucrainieni                                               | 7         | 0,3%         |
| Alte                                                     | 2         | 0,08%        |
| Total                                                    | 2.148     |              |

## Administrație și politică
Componența Consiliului local Cioara (11 consilieri), ales la 5 noiembrie 2023, este următoarea:
|  | Partid                                | Consilieri | Componență | Componență | Componență | Componență | Componență | Componență | Componență | Componență |
|  | ------------------------------------- | ---------- | ---------- | ---------- | ---------- | ---------- | ---------- | ---------- | ---------- | ---------- |
|  | Partidul Acțiune și Solidaritate      | 8          |            |            |            |            |            |            |            |            |
|  | Partidul Social Democrat European     | 2          |            |            |            |            |            |            |            |            |
|  | Candidat independent VLADIMIR SIMAȘCO | 1          |            |            |            |            |            |            |            |            |

## Economie și infrastructură
În teritoriu își desfășoară activitatea 6 agenți economici. Localitate deține un centru de sănătate. În sat există instituții de învățământ școlar – gimnaziul „S. Andreev” și preșcolar – grădinița de copii „Lăstărel”.

## Primăria
La alegerile locale din 2019, primar a fost ales Ion Gherela.